# SBS Medianet
SBS Medianet (에스비에스 미디어넷?, Eseubieseu MidieonesLR) è una società di televisione via cavo sudcoreana, proprietà di Seoul Broadcasting System (SBS).

## Canali televisivi
- SBS Plus
- SBS Golf
- SBS Golf 2
- SBS funE
- SBS Sports
- SBS Biz
- SBS M
- KiZmom